# Pinus sibirica
Il pino siberiano (Pinus sibirica; in russo Sibirsky Kedr - Сибирский кедр) è una specie arborea della famiglia delle Pinacee.

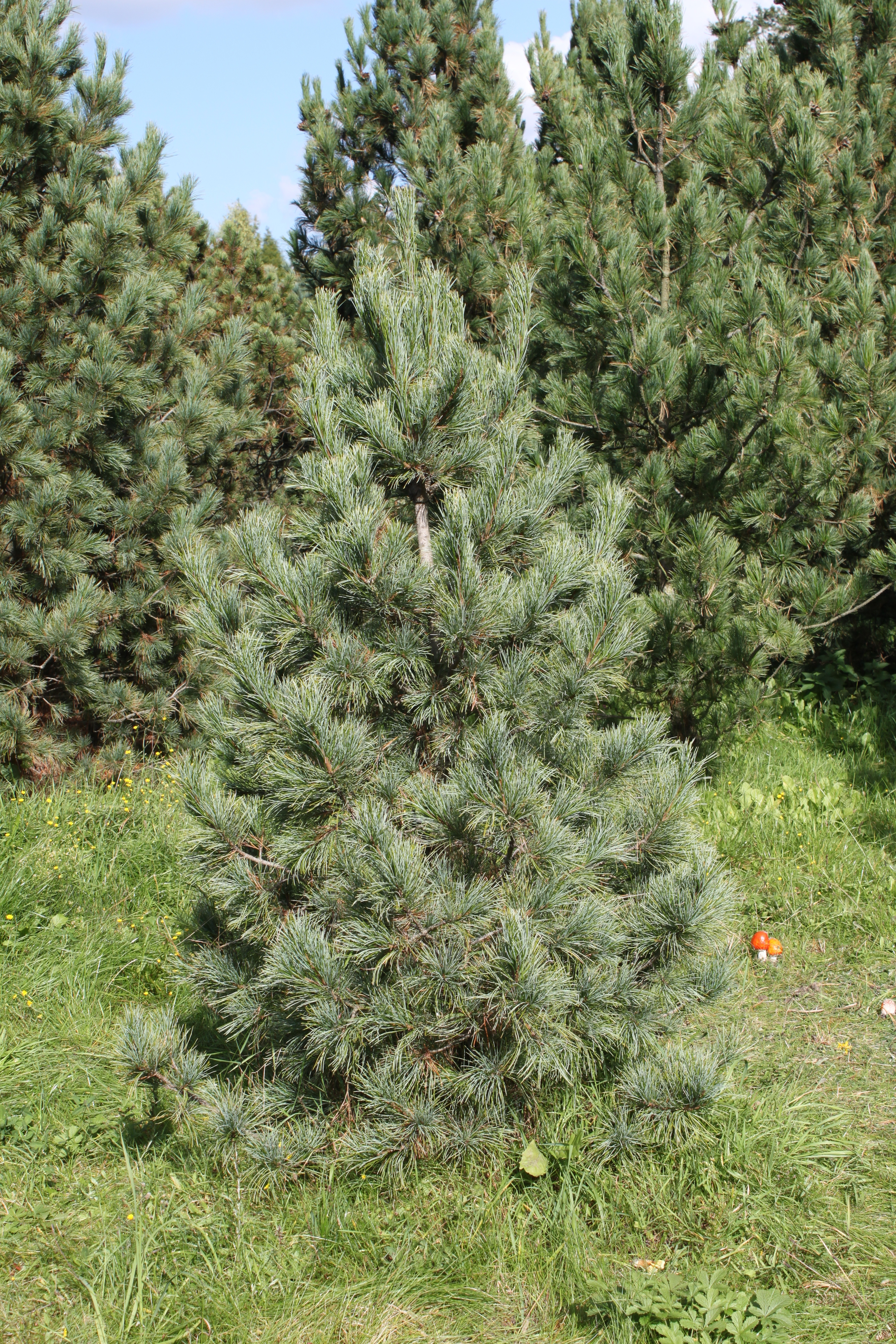
Veduta dell'albero.

## Distribuzione e habitat
È originario della Siberia; il suo areale si estende in senso longitudinale tra i monti Urali a ovest (58° E) e i monti Stanovoj nel sud della Repubblica di Sacha a est (126° E), e in senso latitudinale da Igarka, lungo il corso inferiore del fiume Enisej, a nord (68° N) e il centro della Mongolia a sud (45° N). Nella parte settentrionale della sua area di distribuzione, cresce a basse altitudini, generalmente sui 100–200 m, mentre più a sud è un albero di montagna, che cresce a 1000-2400 m s.l.m. In questa zona spesso si spinge fino alla linea degli alberi.

## Descrizione
Il pino siberiano raggiunge, al massimo dello sviluppo, i 30–40 m di altezza e un diametro del tronco di 1,5 m. La sua età massima è di 800-850 anni.
È un membro del gruppo dei pini bianchi, il sottogenere Strobus del genere Pinus, e, come tutti i membri di questo gruppo, ha le foglie (aghi) raggruppate in fasci (mazzette) di cinque, con una guaina caduca. Misurano 5–10 cm di lunghezza. Gli strobili di Pinus sibirica sono lunghi 5–9 cm. I semi, lunghi 9–12 mm, presentano soltanto dei residui di ala e vengono dispersi dalla nocciolaia.
Alcuni botanici considerano il Pinus sibirica come una varietà del pino cembro (Pinus cembra), che in effetti è molto simile. Differisce da esso per il fatto di avere strobili, o coni, più grandi, e aghi che possiedono tre canali di resina e non due come il pino cembro.

## Malattie
Come altri pini bianchi europei e asiatici, il Pinus sibirica è molto resistente al fungo Cronartium ribicola. Questa malattia fungina è stata accidentalmente introdotta dall'Europa in Nordamerica, dove ha causato numerose perdite tra i pini bianchi originari del continente in molti luoghi, in particolare tra gli esemplari di Pinus albicaulis, parente stretto del Pinus sibirica. Pinus sibirica è di grande valore per la ricerca sull'ibridazione e la modificazione genetica al fine di sviluppare varietà resistenti al fungo.

## Utilizzi
Il Pinus sibirica è un popolare albero ornamentale in parchi e grandi giardini delle aree a clima freddo, come il Canada centrale, dove ha una crescita costante, ma non rapida, in una certa varietà di luoghi. Tollera molto bene gli intensi freddi invernali, in certi casi fino a 60 °C sotto zero, e l'esposizione al vento. I semi talvolta vengono raccolti e venduti come pinoli.

## Tassonomia
La prima descrizione di Pinus sibirica, a opera di Philip Miller, venne pubblicata sulla seconda edizione del Dictionnaire des Sciences Naturelles nel 1803.
Etimologia
Pinus: nome generico in latino del pino.
sibirica: epiteto geografico che allude alla sua localizzazione in Siberia.
Sinonimi
- Pinus arolla Petrov
- Pinus coronans Litv.
- Pinus hingganensis H. J. Zhang
- Pinus sibirica var. hingganensis[4][5].